# Liste der Naturdenkmäler in Memmingen
Die Liste der Naturdenkmäler in Memmingen nennt die Naturdenkmäler in der kreisfreien Stadt Memmingen in Bayern. In Memmingen gab es diese nach § 28 BNatSchG geschützten Naturdenkmäler.

## Liste
| Bild                                               | Nummer   | Bezeichnung                               | Gemarkung                | Koordinaten                      | Verordnung       | Beschreibung |
| -------------------------------------------------- | -------- | ----------------------------------------- | ------------------------ | -------------------------------- | ---------------- | --- |
|                                                    | ND-06104 | Lärchenhalde                              | Volkratshofen/ Ferthofen | 47° 57′ 1,4″ N, 10° 6′ 25,2″ O   | 18. Mai 1981     | Flächenhaftes Naturdenkmal, 0,735 ha. Westlich von Schloss Illerfeld.                                                                                    |
|                                                    |          | Esche im Schlosspark Illerfeld            | Ferthofen                | 47° 56′ 49,5″ N, 10° 6′ 36″ O    | 30. Juni 1993    | |
|                                                    | ND-06096 | Eiche südlich Hart                        | Buxach                   | 47° 58′ 2,4″ N, 10° 9′ 37,4″ O   | 6. Juli 1993     | |
|                                                    | ND-06097 | Sommerlinde am Kirschenwäld(e)le          | Memmingen                | 47° 58′ 24,4″ N, 10° 10′ 20,4″ O | 6. Juli 1993     | |
| Naturdenkmal Sommerlinde im Schlosspark Grünenfurt | ND-06098 | Sommerlinde im Schlosspark Grünenfurt     | Amendingen               | 48° 0′ 37,1″ N, 10° 11′ 24,5″ O  | 6. Juli 1993     | |
|                                                    | ND-06101 | Dickenreiser Allee                        | Memmingen                | 47° 58′ 26,6″ N, 10° 10′ 46,1″ O | 16. Juni 1993    | Flächenhaftes Naturdenkmal, 2,185 ha. Lindenallee beidseitig des Dickenreiser Weges, 1890 gepflanzt.                                                     |
|                                                    | ND-06099 | Baumgruppe am Dorfplatz Steinheim         | Steinheim                | 48° 0′ 54,2″ N, 10° 9′ 42″ O     | 6. Juli 1993     | |
| Weitere Bilder                                     | ND-06105 | Tulpenbaumallee                           | Volkratshofen/ Ferthofen | 47° 56′ 37,1″ N, 10° 6′ 35,4″ O  | 18. Mai 1981     | Flächenhaftes Naturdenkmal, 0,477 ha. Ab 1828 durch den Schlossherrn Friedrich von Lupin südlich von Schloss Illerfeld angelegte Allee von Tulpenbäumen. |
|                                                    | ND-06103 | Blutbuche am Königsgraben                 | Memmingen                | 47° 59′ 15,4″ N, 10° 10′ 38,1″ O | 23. Februar 1994 | |
|                                                    |          | Winterlinde am Zundlerweg                 | Memmingen                | 47° 58′ 35,4″ N, 10° 10′ 2,2″ O  | 30. Juni 1993    | |
|                                                    |          | Zwei Linden an der Münchner Straße        | Memmingen                | 47° 59′ 49″ N, 10° 11′ 59,7″ O   | 30. Juni 1993    | |
| Naturdenkmal Eiche am alten Postweg                |          | Eiche am alten Postweg                    | Buxach                   | 47° 58′ 14,9″ N, 10° 9′ 36,8″ O  | 30. Juni 1993    | An der Ecke Alter Postweg/Auf den Wiesen. |
|                                                    | ND-06102 | Buche am Friedhof Dickenreishausen        | Dickenreishausen         | 47° 57′ 7,7″ N, 10° 10′ 19,5″ O  | 16. Juli 1993    | |
|                                                    | ND-06100 | Kandelaberfichte südlich Dickenreishausen | Dickenreishausen         | 47° 56′ 20,3″ N, 10° 10′ 0,3″ O  | 6. Juli 1993     | Gemeine Fichte in der Wuchsform als Kandelaberfichte |